# Camilo Vitelli
Camilo Vitelli (Città di Castello, 1459 - Circello, 1496) fue un líder militar, y noble italiano. Perteneció a la familia de Vitelli, fue el hijo de Niccolò Vitelli, hermano de Paolo, Giulio, Giovanni, y Vitellozzo, y cuñado de Gian Paolo Baglioni. Fue marqués de Sant'Angelo dei Lombardi y duque de Gravina in Puglia. Líder de gran valor, fue el primero en la historia en utilizar el arcabucero a caballo durante una batalla en Lucera.

## Orígenes y principios
Se destacó desde 1474 en la defensa de Città di Castello, donde su padre Niccolò era señor, siendo sitiado por las tropas papales de Sixto IV, mandadas por su rival, pretendiente de la ciudad, Lorenzo Giustini. En la noche del 11 de septiembre de 1483, Camilo, junto con sus hermanos Paolo y Giovanni, emboscó a Giustini, que había acampado cerca de un pueblo de la ciudad de Deruta, Sant'Angelo di Celle, y logró escapar del ejército enemigo, dejando tras de sí un gran botín, que fue llevado por los tres líderes a su padre, Nicolás.

### Arresto y detención
El día de Navidad de 1483, Vitelli, al intentar entrar en una fracción de la ciudad de San Giustino, fue detenido por la milicia papal Virile Virili; el padre de Camilo, Nicolas, habiendo escuchado la noticia de la detención de su hijo, se dirigió inmediatamente a conquistar Celalba, pero tal campaña no avanzó, y el 6 de febrero de 1484 Vitelli fue llevado, junto con otros 17 compañeros al Castillo de Sant'Angelo, de donde trató de escapar en la noche del 27 al 28 de febrero. Sin embargo, durante el intento de fuga, Camilo quedó cojo, por lo que no logró escapar, siendo capturado de nuevo.

### Militancia en los Estados Pontificios
La paz se hizo oficial el 3 de mayo de 1484, entre Sixto IV y Niccolò Vitelli, con lo que Camilo fue puesto en libertad, y junto con sus hermanos Vitellozzo y Paolo, pasó a sueldo de la milicia pontificia,y por lo tanto ellos se vieron obligados a luchar en las filas de Virginio Orsini, primero y de Roberto Sanseverino, después.

#### Con el Rey de Francia
Después de importantes servicios a los Estados Pontificios, en 1494 Camillo pasó, con sus hermanos Vitellozzo y Paolo, al servicio del rey de Francia, Carlos VIII , que venía a la península itálica para iniciar su guerra en Italia, que tendría una duración de 1494 a 1498. Así, los tres líderes fueron enviados a Génova por el rey francés, con la tarea de derrotar a la noble familia de Adorno a favor de la Fregoso. Vitelli salió de Génova, uniéndose al ejército francés en la Batalla de Fornovo, librada el 6 de julio en 1495, después de la cual, debido a su gran capacidad, recibió del rey un collar de oro que este llevaba en ese momento, nombrándolo a su vez caballero. En 1496 Camillo fue al Reino de Nápoles, con las tropas francesas en la lucha contra el enemigo de Anjou, y persuadió a Monseñor Gimel Virginio Orsini a seguirlo en esta empresa; así, fue a Todi para ayudar a Altobello y Vittorio da Canele contra la familia güelfa de los Atti, cayó sobre el castillo de Fiore, y mató a todos los habitantes, incluidos los niños. Se trasladó luego a Lucera, donde se enfrentó a 700 soldados de las milicias alemanas procedentes de Troya, utilizando por primera vez en la historia a los arcabuceros a caballo, utilizando la táctica del caracollo. Por su valor, obtuvo de Carlos VIII el título de Marqués de San Angelo de Lombardi y el duque de Gravina in Puglia.
Luego ir con el ejército francés en el sitio de Circello, Vitelli ordenó a los soldados que escalaran los muros de la ciudad, pero al ver que la empresa era difícil, desmontó de su caballo y muchos jinetes comenzaron a subir con valor. Pero, en la flor su juventud y fortaleza, una piedra lanzada por una mujer lo golpeó, causándole la muerte. Michele de Silva, cardenal portugués embajador en Roma, dedicó un soneto al gran líder, comparándolo con Pirro, quien también fue muerto por una mujer.